# Under 2 Coalition
Under 2 Coalition, stiliserat som Under2 Coalition, tidigare Under 2 MOU, är en internationell klimatkoalition bestående av administrativa enheter som arbetar tillsammans med dels att reducera koldioxidutsläpp med 80–95% av 1990 års utsläppsnivåer. Dels att årlig utsläpp per capita ska ej överstiga två metriska ton. Syftet är att förebygga så att den globala uppvärmningen inte överstiger två grader Celsius. Allt ska vara genomfört senast år 2050. De representerar mer än 1,3 miljarder människor och 43% av världsekonomin.
Klimatkoalitionen grundades den 19 maj 2015 som Under 2 MOU när tio administrativa enheter signerade dekretet på initiativ av den amerikanska delstaten Kalifornien och den tyska förbundslandet Baden-Württemberg.
Huvudkontoret är placerat i London i England i Storbritannien och drivs av The Climate Group.

## Medlemmar
Källa: 

### Administrativa enheter
Uppdaterad: 20 september 2020.
| - Abruzzo - Acre - Aguascalientes - Alsace - Amapá - Amazonas - Amazonas - Andalusien - Ararat - Atlanta, Georgia - Attika - Austin, Texas - Australian Capital Territory - Auvergne-Rhône-Alpes - Azorerna - Azuay - Baden-Württemberg - Baja California - Baja California Sur - Bas-Rhin - Basel-Landschaft - Basel-Stadt - Basilicata - Baskien - Bayern - Boulder, Colorado - Bretagne - Bristol - British Columbia - Broward County, Florida - Budapest - Campeche - Caquetá - Chhattisgarh - Chiapas - Colima - Connecticut - Cross River - Drenthe | - Emilia-Romagna - Gifu prefektur - Greater Manchester - Guainía - Guanajuato - Guaviare - Guédiawaye - Hawaii - Hessen - Hidalgo - Huánuco - Jalisco - Jammu och Kashmir - Jiangsu - Kalifornien - Kalimantan Barat - Kalimantan Timur - Kalimantan Utara - Katalonien - Katmandudalen - Kotajk - KwaZulu-Natal - Laikipia - Lombardiet - Loreto - Los Angeles, Kalifornien - Madeira - Madre de Dios - Madrid - Massachusetts - Mato Grosso - Mexiko (delstat) - Mexico City - Michoacán - Midi-Pyrénées - Minnesota - Montgomery County, Maryland - Nampula - Nariño | - Navarra - New Hampshire - New York - New York (delstat) - Niedersachsen - Niederösterreich - Noord-Brabant - Noord-Holland - Nordrhein-Westfalen - Northern Territory - Northwest Territories - Nouvelle-Aquitaine - Nuevo León - Oakland, Kalifornien - Oaxaca - Oberösterreich - Ontario - Oregon - Orlando, Florida - Papua - Pastaza - Pays de la Loire - Pernambuco - Piemonte - Pittsburgh, Pennsylvania - Piura - Portland, Oregon - Québec - Queensland - Quelimane - Querétaro - Quintana Roo - Region Jämtland Härjedalen - Réunion - Rheinland-Pfalz - Rhode Island - Rio de Janeiro (delstat) - Rondônia - Santa Fe | - San Martín - Sacramento, Kalifornien - San Francisco, Kalifornien - Santiago de Chile - São Paulo - São Paulo (delstat) - Sardinien - Schleswig-Holstein - Seattle, Washington - Sichuan - Sjirak - Skottland - Sonora - South Australia - Sumatera Selatan - Södra Chungcheong - Tabasco - Telangana - Thüringen - Tocantins - Tucumán - Ucayali - Vallonien - Vancouver - Veneto - Vermont - Victoria - Viken fylke - Virginia - Västbengalen - Västra Kapprovinsen - Wales - Washington - Yucatán - Zuid-Holland |

#### Organisationer
Organisationer som företräder administrativa enheter inför klimatkoalitionen.
Uppdaterad: 20 september 2020.
| - Alliance of Peaking Pioneer Cities (APPC) - Assemblée des Régions de Côte d’Ivoire (ARDCI) - Megyei Jogú Városok Szövetsége (MJVS) |

### Länder
Enskilda länder som uttryckt sitt stöd för klimatkoalitionen.
Uppdaterad: 20 september 2020.
| - Armenien - Chile - Costa Rica - Danmark - Fiji - Frankrike - Italien - Japan | - Kanada - Luxemburg - Marshallöarna - Mexiko - Nederländerna - Norge - Panama - Peru | - Portugal - Spanien - Storbritannien - Sverige - Tjeckien - Tyskland |